# Ren Shibamoto
Ren Shibamoto (芝本 蓮 Shibamoto Ren?, Osaka, 22 de julio de 1999) es un futbolista japonés que juega como centrocampista en el Tiamo Hirakata.

## Trayectoria

### Clubes
| Club                      | País  | Año       |
| ------------------------- | ----- | --------- |
| Gamba Osaka sub-23        | Japón | 2017      |
| Gamba Osaka               | Japón | 2018-2022 |
| S. C. Sagamihara (cedido) | Japón | 2021      |
| Fujieda MYFC (cedido)     | Japón | 2022      |
| Tiamo Hirakata            | Japón | 2023-     |